# Lancetbladet ærenpris
Lancetbladet ærenpris (Veronica anagallis-aquatica) er en flerårig, 30-60 centimeter høj plante i vejbred-familien. Den er ofte glat med lancetformede og savtakkede blade, der er op til 10 centimeter lange. Bladene er over 1 cm brede og mindst 3 gange så lange som brede. Blomsterne er blegblå og sidder i sidestillede, modsat stående klaser, der oftest har over 25 blomster. Frugtstilken er opret med en vinkel på cirka 45° i forhold til blomsteraksen.
I Danmark er arten almindelig eller findes hist og her i vand, langs vandløb og i væld. Den blomstrer i maj til august.